# Gerben Karstens
Gerben Karstens (* 14. Januar 1942 in Voorburg; † 8. Oktober 2022 in Dongen) war ein niederländischer Radrennfahrer und Olympiasieger.

## Sportliche Laufbahn
Gerben Karstens war der Sohn eines Notars aus Voorburg. Er begann seine sportliche Laufbahn als Eisschnellläufer und war Mitglied des Nationalteams. Auch in späteren Jahren war er als solcher aktiv und nahm 1985 (mit gefälschter Startnummer) bei der Elfstedentocht teil, indem er sich unangemeldet unter die Läufer schmuggelte.
Bei den Olympischen Spielen 1964 in Tokio errang Gerben Karstens als Radsportler die Goldmedaille im Mannschaftszeitfahren gemeinsam mit Evert Dolman, Bart Zoet und Jan Pieterse. Im olympischen Straßenrennen belegte er Rang 27.
Schon als Amateur hatte Karstens mit kleineren Erfolgen auf sich aufmerksam gemacht; so gewann er 1964 die Ronde van Noord-Holland und errang Etappensiege bei der Tour de l’Avenir sowie bei der Belgien-Rundfahrt. Sein bestes Einzelergebnis bei einer Amateur-Weltmeisterschaft hatte er 1962 mit dem 12. Platz.
Nach den Olympischen Spielen wurde Gerben Karstens Profi und war bis 1980 als Rennfahrer in verschiedenen Disziplinen aktiv. 1963 belegte er bei den Straßenmeisterschaften im Straßenrennen Platz fünf. 1965 gewann er das Rennen Paris–Tours, 1966 die Acht van Chaam, und er wurde niederländischer Meister im Straßenrennen. 1968 gewann er den Grand Prix de Fourmies und 1974 die Tour du Haut-Var. 1965 belegte er bei der Lombardei-Rundfahrt den zweiten Platz hinter Tom Simpson.
Zehnmal nahm er an der Tour de France teil, einmal am Giro d’Italia und sechsmal an der Vuelta a España, wobei ihm als herausragendem Sprinter mehrfach Etappensiege gelangen: „Karst was de Sagan van zijn tijd“ („Karst war der Sagan seiner Zeit“), so das Urteil von Sportsfreunden. 1976 gewann er die Schlussetappe der Tour auf den Champs Élysées in Paris. Von 1976 bis 1978 fuhr er im TI-Raleigh-Team unter Peter Post gemeinsam mit Fahrern wie Dietrich Thurau und Gerrie Knetemann.
Bei der Tour de France 1974 errang Karstens bei der vierten Etappe den zweiten Platz, vergaß aber nach eigenen Angaben, zum Dopingtest zu gehen. Er wurde auf den letzten Platz zurückgesetzt und bekam eine Zehn-Minuten-Zeitstrafe. Am Tag darauf wurde die Strafe zurückgenommen, und er konnte das Gelbe Trikot von Eddy Merckx übernehmen.
72-mal startete Karstens auch bei Sechstagerennen und gewann 1973 in London sowie 1975 in Rotterdam mit Leo Duyndam. Bei diesen Rennen war er bekannt dafür, dass er das Publikum mit Kunststücken auf dem Rad wie einem Handstand unterhielt, weshalb er den Beinamen de Clown erhielt. Beim Sechstagerennen 1980 in Montreal nahm er seinen Abschied vom aktiven Radsport.
Nach dem Ende seiner Radsportkarriere arbeitete Gerben Karstens in einem Fahrradgeschäft. Später segelte er um die Welt und spielte Golf. Am 8. Oktober 2022 erlag er im Alter von 80 Jahren den Folgen eines Schlaganfalls, den er wenige Wochen zuvor erlitten hatte.

## Erfolge (Auswahl)

### Straße
1962
- Ronde van Limburg

1963

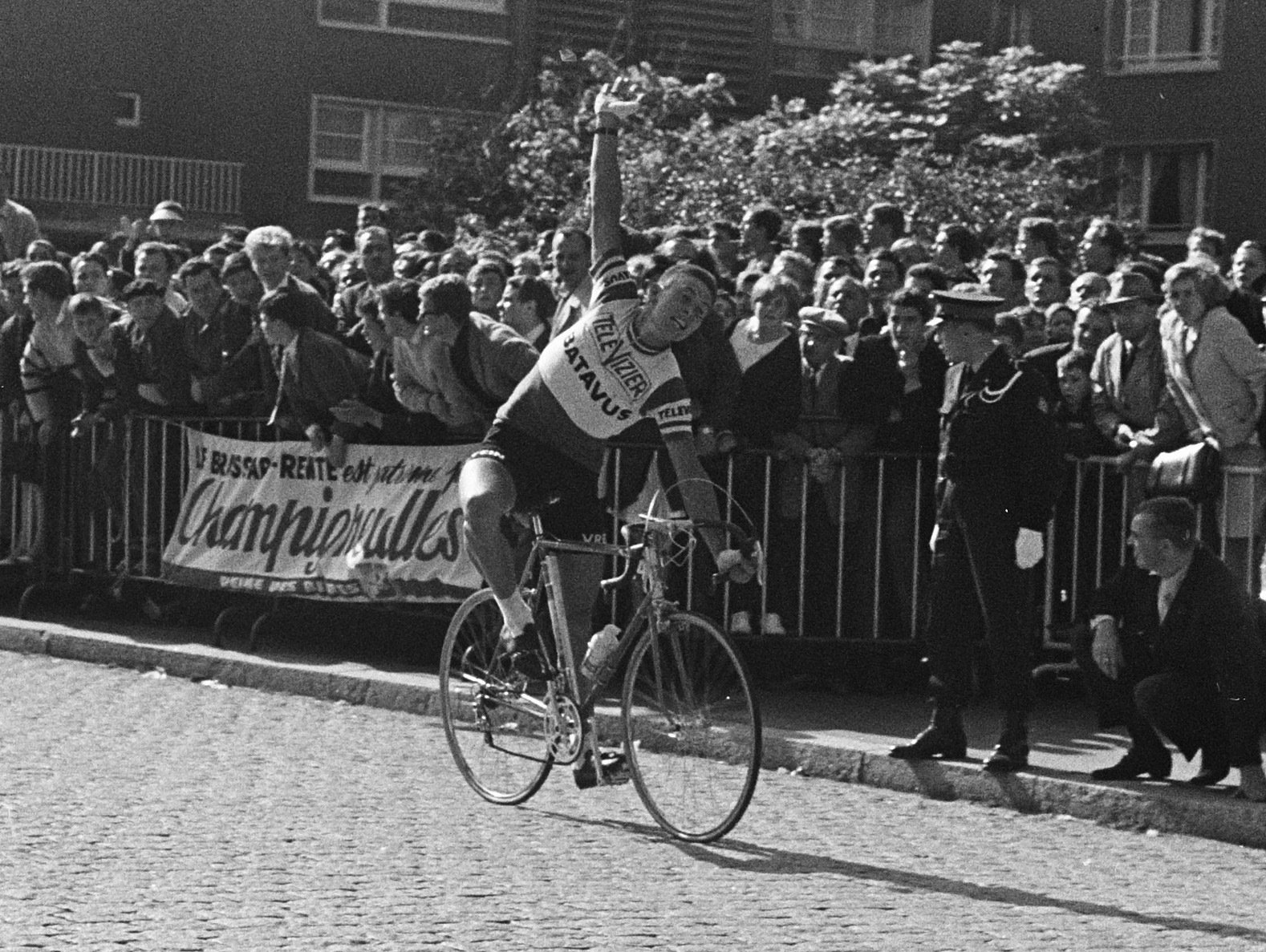
Karstens gewinnt Etappe 3b der Tour de France 1966

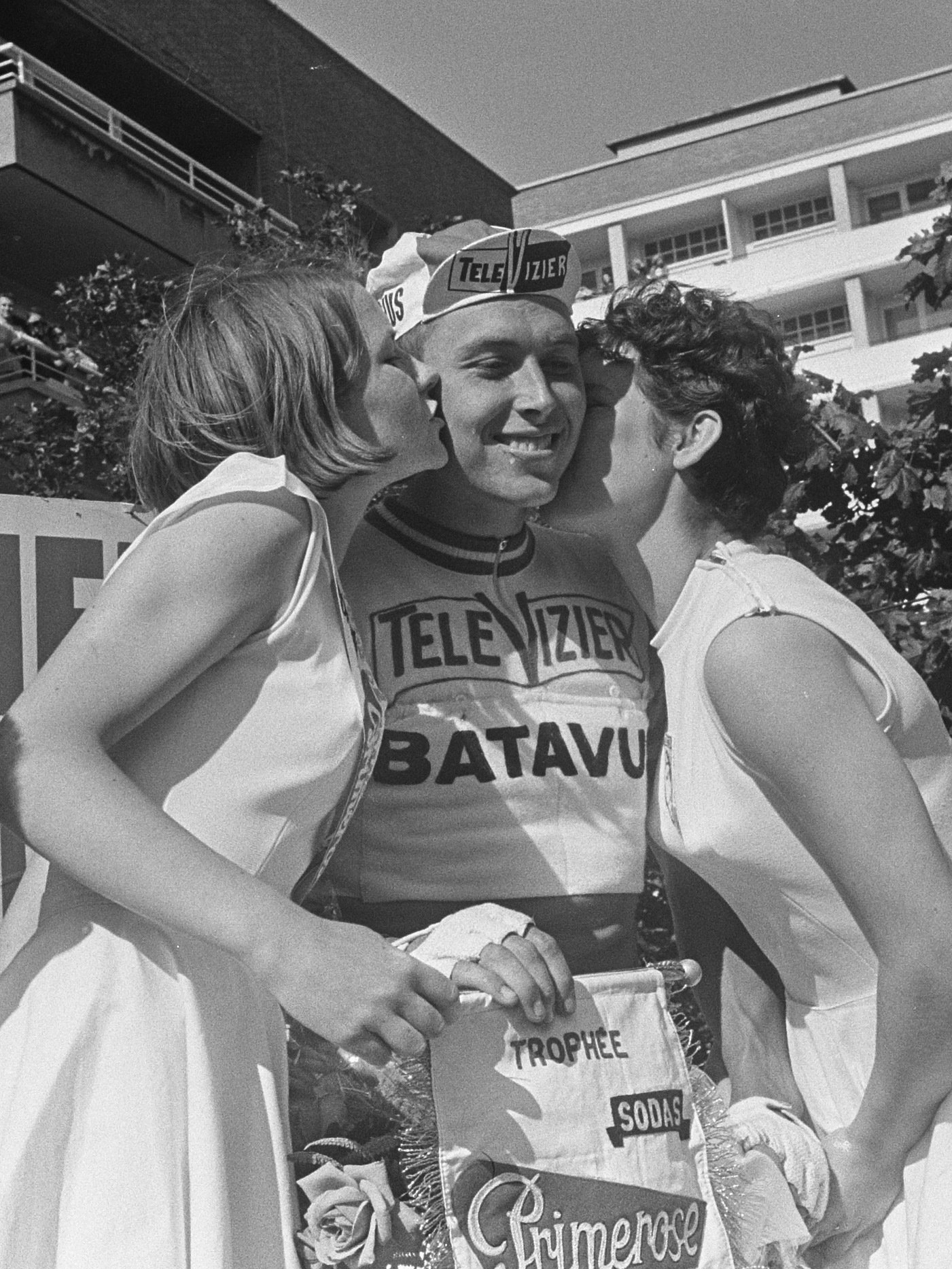
Karstens bei der Siegerehrung

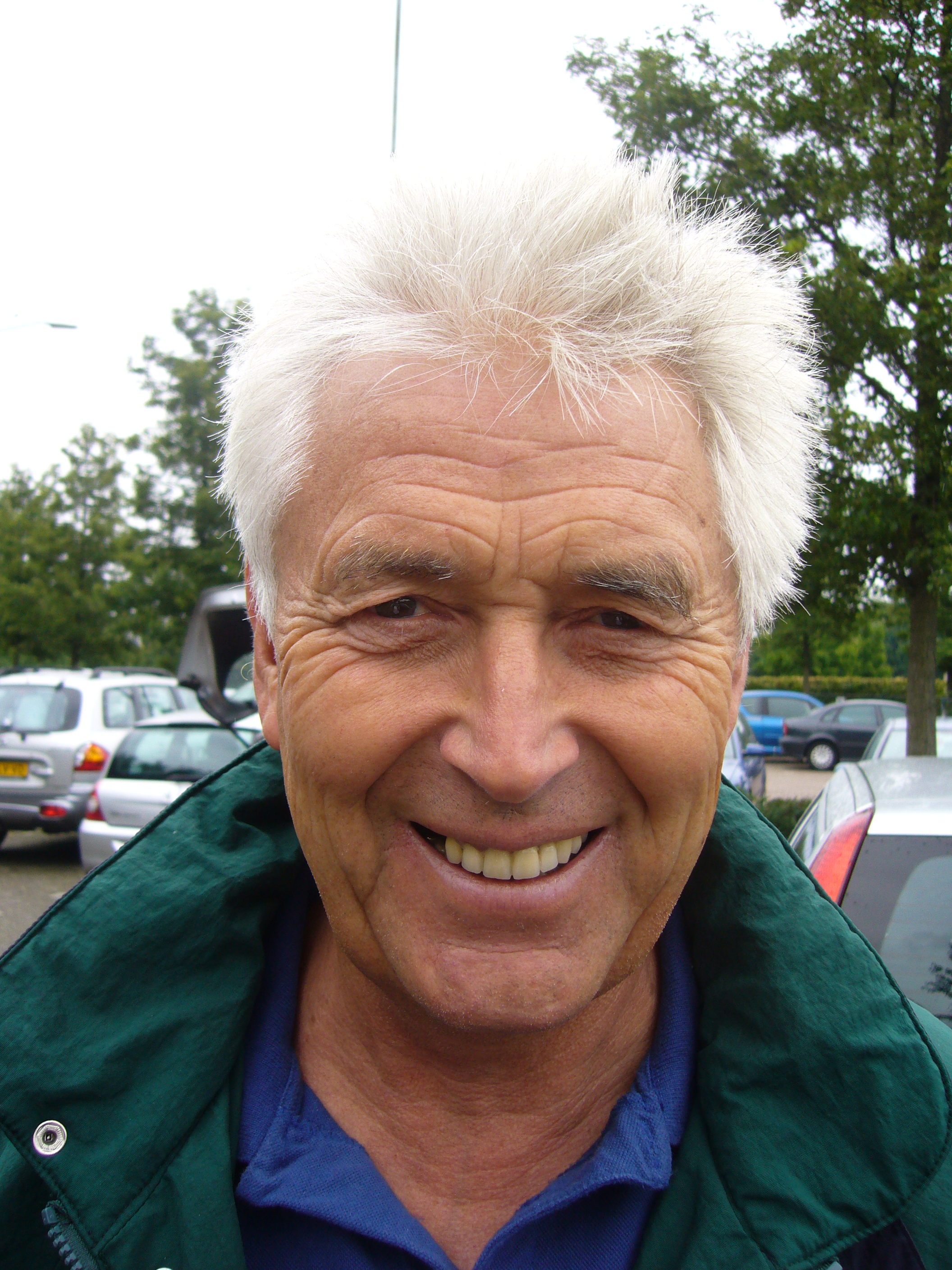
Karstens im Jahre 2008

- eine Etappe Grand Prix François Faber

1964
- Olympiasieger – Mannschaftszeitfahren (mit Bart Zoet, Evert Dolman und Jan Pieterse)
- Nordholland-Rundfahrt

1965
- eine Etappe Niederlande-Rundfahrt
- eine Etappe Tour de France
- Paris–Tours

1966
- drei Etappen Vuelta a España
- drei Etappen Tour de France
- eine Etappe Critérium du Dauphiné
- Acht van Chaam
- Niederländischer Meister – Straßenrennen

1967
- vier Etappen Vuelta a España
- eine Etappe Tour de Suisse

1968
- Grand Prix de Fourmies

1969
- eine Etappe Quatre Jours de Dunkerque

1970
- eine Etappe Belgien-Rundfahrt

1971
- eine Etappe Vuelta a España
- eine Etappe Tour de France
- eine Etappe Tour de Suisse

1972
- eine Etappe Sardinien-Rundfahrt
- eine Etappe Tour de Suisse

1973
- vier Etappen Vuelta a España
- eine Etappe Giro d’Italia

1974
- zwei Etappen Setmana Catalana de Ciclisme
- eine Etappe Vuelta a España
- Tour du Haut Var

1975
- eine Etappe Luxemburg-Rundfahrt

1976
- eine Etappe Vuelta a España
- Prolog und drei Etappen Andalusien-Rundfahrt
- zwei Etappen Tour de France

1977
- eine Etappe Niederlande-Rundfahrt

### Bahn
1973
- Londoner Sechstagerennen (mit Leo Duyndam)

1975
- Sechstagerennen von Rotterdam (mit Leo Duyndam)

## Grand Tour-Platzierungen
| Grand Tour            | 1965 | 1966 | 1967 | 1968 | 1969 | 1970 | 1971 | 1972 | 1973 | 1974 | 1975 | 1976 | 1977 | 1978 |
| --------------------- | ---- | ---- | ---- | ---- | ---- | ---- | ---- | ---- | ---- | ---- | ---- | ---- | ---- | ---- |
| Vuelta a EspañaVuelta | –    | 21   | 51   | –    | –    | –    | 39   | –    | DNF  | 48   | –    | DNF  | –    | –    |
| Giro d’ItaliaGiro     | –    | –    | –    | –    | –    | –    | –    | –    | 23   | –    | –    | –    | –    | –    |
| Tour de FranceTour    | 59   | 46   | 30   | –    | 65   | –    | 63   | 60   | –    | 61   | 50   | 84   | 52   | DNF  |